# جنس/حياة
جنس/حياة هو مسلسل دراما أمريكي من بطولة سارة شاهي ومايك فوغل.تم عرض الموسم الأول في 25 يونيو 2021 على نتفليكس، في سبتمبر 2021 تم تجديده لموسم ثاني.